# Veselko Tenžera
Veselko Tenžera (Prozor, 10. veljače 1942. – Zagreb, 20. veljače 1985.), bio je hrvatski i bosanskohercegovački književni kritičar, esejist i feljtonist. 

## Životopis
Veselko Tenžera rodio se u Uzdolu Prozor-Rama 1942. godine. Majka Jelena rođ. Petrović podrijetlom je iz Konjica, a otac Šime iz Sinja. Gimnaziju je završio u Konjicu, a maturirao je radom „Ivan Goran Kovačić - pjesnik i borac”. U Sarajevu je najprije studirao šumarstvo, a potom studij prava. U Zagreb je došao 1961. godine i studirao komparativnu književnost i povijest umjetnosti na Filozofskom fakultetu u Zagrebu. Kao književni i likovni kritičar, esejist i feljtonist, surađivao u mnogim listovima i časopisima (Slobodna Dalmacija, Vjesnik, Start, Studio, Danas). Autor je likovnih monografija o Ivanu Lovrenčiću, Ivi Šebalju i Dimitriju Popoviću. Od 1995. godine osnovna škola u selu Uzdol nosi njegovo ime. Po njemu je bila nazvana nagrada tjednika Danas (od 1990. godine do gašenja lista) i tradicionalna Nagrada Novinar godine, (od 1996. do 2000. godine, te kasnije preimenovana u Nagrada Veselko Tenžera za unapređenje novinarskog izraza, od 2001. do 2002. godine) koju je dodjeljivalo Hrvatsko novinarsko društvo.
Kad je stekao ugled i dobio stan, 18. veljače 1985. godine otišao je na operaciju srca. Za dva dana (20. veljače 1985. godine) umro je na operacijskom stolu, u KB Dubrava. Iza njega su ostale supruga Ivana i dvije kćeri, Marina i Ana.
Pokopan je na zagrebačkome groblju Mirogoju.

## Spomen
- U Uzdolu osnovna škola nosi ime "Veselko Tenžera".[7]
- Od osamostaljenja Hrvatske postoji ulica Veselka Tenžere u zagrebačkom kvartu Vrbiku, u blizini nebodera Vjesnika.

## Djela
- Prvi zmaj, (1975.) (ilustr. Franjo Klopotan)
- Miting, (feljtoni, 1978.)
- En passant: feljtoni, (feljtoni, 1978.)
- Ivan Lovrenčić: crteži, (tekst na hrvatskom i engleskom, prij. Janko Paravić, 1980.)
- Dimitrije, (suautori: Ivan Lovrenčić, Josip Depolo, Tonko Maroević, 1980.)
- Ivo Šebalj: crteži, tempere, pasteli,  (fotografije Slaven Fischer, 1983.)

### Posmrtno
- Zašto volim Zagreb, (feljtoni, 1987.; Zašto volim Zagreb, Mozaik knjiga, Zagreb, 2017.)
- Sportski život: feljtoni, eseji, osvrti, (feljtoni, 1987.)
- Makar se i posvađali: književni feljtoni , (književni portreti, 1988.)
- Zašto volim TV, (feljtoni, 1988.)
- La Croatie Hrvatska, (1991.)
- Želja za dobrim kupanjem, (književne kritike, 1992.)
- Likovne teme, (feljtoni, eseji, kritike, 1993.)
- Pisma Ivani, (pisma, 1995.)
- Preživljuje dobro pisanje: o hrvatskim piscima, (književne kritike, 1995.)
- Šok običnosti: kritika/kronika hrvatskoga pjesništva, (izabrao i pogovor napisao Tonko Maroević, književne kritike, 1997.)
- Čitanje lektire: kroatističke teme, (izbor i pogovor Zdravko Zima, 2001.)
- Sadašnjost za vječnost: Izbor iz djela, (ur. Zdravko Zima, 2005.)
- Sloboda u rezervatu, (zbirka tekstova objavljivanih između 1972. i 1975. u dnevnom listu Vjesnik i polumjesečniku Start, 2012.)[8]
- Tragedija kao navika: kazališne kritike, (kritike, feljtoni, ogledi, komentari i polemike, 2018.)

## Vanjske poveznice
- Tonko Maroević, Sjećanje na Veselka Tenžeru: Institucija po sebi, Vjesnik, 20. veljače 2000.  Arhivirana inačica izvorne stranice od 24. ožujka 2003. (Wayback Machine)